# Chrysosoma persplendidum
Chrysosoma persplendidum är en tvåvingeart som beskrevs av Frey 1934. Chrysosoma persplendidum ingår i släktet Chrysosoma och familjen styltflugor. Inga underarter finns listade i Catalogue of Life.